# Samo Vremšak
Samo Vremšak, slovenski skladatelj, zborovodja, pevec, in pedagog, * 29. maj 1930, Kamnik, † 7. oktober 2004, Ljubljana.

## Življenjepis
Na Akademiji za glasbo v Ljubljani je leta 1956 v razredu Marjana Kozine končal študij kompozicije, kasneje pa še študij solopetja (1960).
Deloval je kot dirigent zbora Slovenske filharmonije in kot profesor na akademiji za glasbo v Ljubljani. Je predstavnik umirjene neoklasicistične smeri v slovenski glasbi. Avtor dveh simfonij, Dramatične uverture, godalnega kvarteta, kantate Kronanje v Zagrebu, kalno-instrumentalne obdelava stare srednjeveške sekvence Stabat mater in vrste zborovskih del. Od leta 1962 dalje je bilo uspešno tudi njegovo delo z zborom Lira iz Kamnika.
Njegova hči je slovenska sopranistka Irena Baar, njegov sin pa skladatelj Boris Vremšak.